# Arothron leopardus
Arothron leopardus är en fiskart som först beskrevs av Francis Day 1878.  Arothron leopardus ingår i släktet Arothron och familjen blåsfiskar. Inga underarter finns listade i Catalogue of Life.